# Cerro Phajla Orkho
Cerro Phajla Orkho är ett berg i Bolivia.   Det ligger i departementet Chuquisaca, i den centrala delen av landet, 22 km söder om huvudstaden Sucre. Toppen på Cerro Phajla Orkho är 3 030 meter över havet.
Terrängen runt Cerro Phajla Orkho är huvudsakligen kuperad, men åt nordväst är den bergig. Runt Cerro Phajla Orkho är det ganska glesbefolkat, med 25 invånare per kvadratkilometer.. 
Omgivningarna runt Cerro Phajla Orkho är i huvudsak ett öppet busklandskap.